# Saarland
Saarland (historisch: Saargebied, Duits: Saarland, Frans: Sarre) is een van de zestien deelstaten (Bundesländer) van Duitsland. Het gebied is gelegen in het zuidwesten van het land en grenst aan Frankrijk en Luxemburg. Met een oppervlakte van 2.571,00 km² en 983.991 inwoners (31 december 2020) is Saarland behoudens de stadsstaten Berlijn, Hamburg en Bremen de kleinste Duitse deelstaat. De hoofdstad is Saarbrücken. Saarland maakt pas sinds 1957 deel uit van de in 1949 opgerichte Bondsrepubliek, mede vanwege pogingen van Frankrijk om Saarland onder Franse invloed te houden.
Op 31 december 2018 had 11,15% van de inwoners een niet-Duits staatsburgerschap (109.751 niet-Duitsers) en hadden 640 inwoners het Nederlandse staatsburgerschap.

## Geschiedenis

### Vóór de Tweede Wereldoorlog
Het Saargebied ontstond in 1920 door de Vrede van Versailles. Het bestond uit delen van de Pruisische Rijnprovincie en de Beierse Palts. Het mandaatgebied stond gedurende 15 jaar onder het bestuur van de Volkenbond. Afgesproken was dat Saarland na 15 jaar mocht kiezen tussen aansluiting bij Frankrijk, aansluiting bij Duitsland en handhaving van de status quo, dus een Frans protectoraat blijven.
Na de machtsovername door de nationaalsocialisten in 1933 in Duitsland werd het gebied een uitwijkplaats voor Duitse communisten en andere tegenstanders van de nationaalsocialisten. Zij trachtten de kiezers ervan te overtuigen dat ze beter onder een Frans bestuur konden leven. Anderzijds bestond er ook een nazipartij die door de NSDAP gesteund werd. Bovendien vonden de meeste niet-nationaalsocialistische Saarlanders dat ze bij Duitsland hoorden ondanks de economische crisis, ook als daar de naziregering aan de macht was, die hen wat minder aanstond. Er werd een volksstemming (Volksabstimmung) gehouden op 13 januari 1935, waarbij bleek dat 90,7% van de stemmers aansluiting bij het Duitse Rijk wilde. Voor de status quo stemde 8,9%, voor aansluiting bij Frankrijk 0,4%. De nationaalsocialisten vierden het als een triomf en binnen de kortste keren was ook Saarland gleichgeschaltet onder de naam Westmark.

### Vanaf 1945
Na de Tweede Wereldoorlog werd de Bondsrepubliek Duitsland in 1949 gevormd uit de Amerikaanse, Britse en Franse bezettingszones van het voormalige Duitse Rijk, met uitzondering van de westelijke sectoren van Berlijn en van Saarland, dat als Protectoraat Saarland onder Frans bestuur kwam. In 1954 boden Frankrijk en Duitsland aan om het gebied tot op grote hoogte onafhankelijk te laten worden, hetgeen echter afgewezen werd in een tweede volksstemming (deze keer onder de naam Volksbefragung) op 23 oktober 1955, waarbij dit plan verworpen werd met 67,7%. Op 27 oktober 1956 werd door het Saarverdrag gesteld dat Saarland toestemming moest krijgen om zich bij de Bondsrepubliek Duitsland aan te sluiten, hetgeen gebeurde op 1 januari 1957. Dit wordt ook wel aangeduid als de Kleine Wiedervereinigung (kleine hereniging, in tegenstelling tot de grote hereniging met de DDR in 1990). Een belangrijke voorwaarde hiervoor was dat Duitsland de Moezel zou kanaliseren, wat voordelig was voor riviertransport van Franse waar. Een andere voorwaarde was dat Frans op scholen in Saarland als eerste vreemde taal gedoceerd zou worden. Dit laatste vindt nog steeds plaats. Ook de bruine informatieborden voor toeristen langs de weg zijn in Saarland tweetalig Frans/Duits.

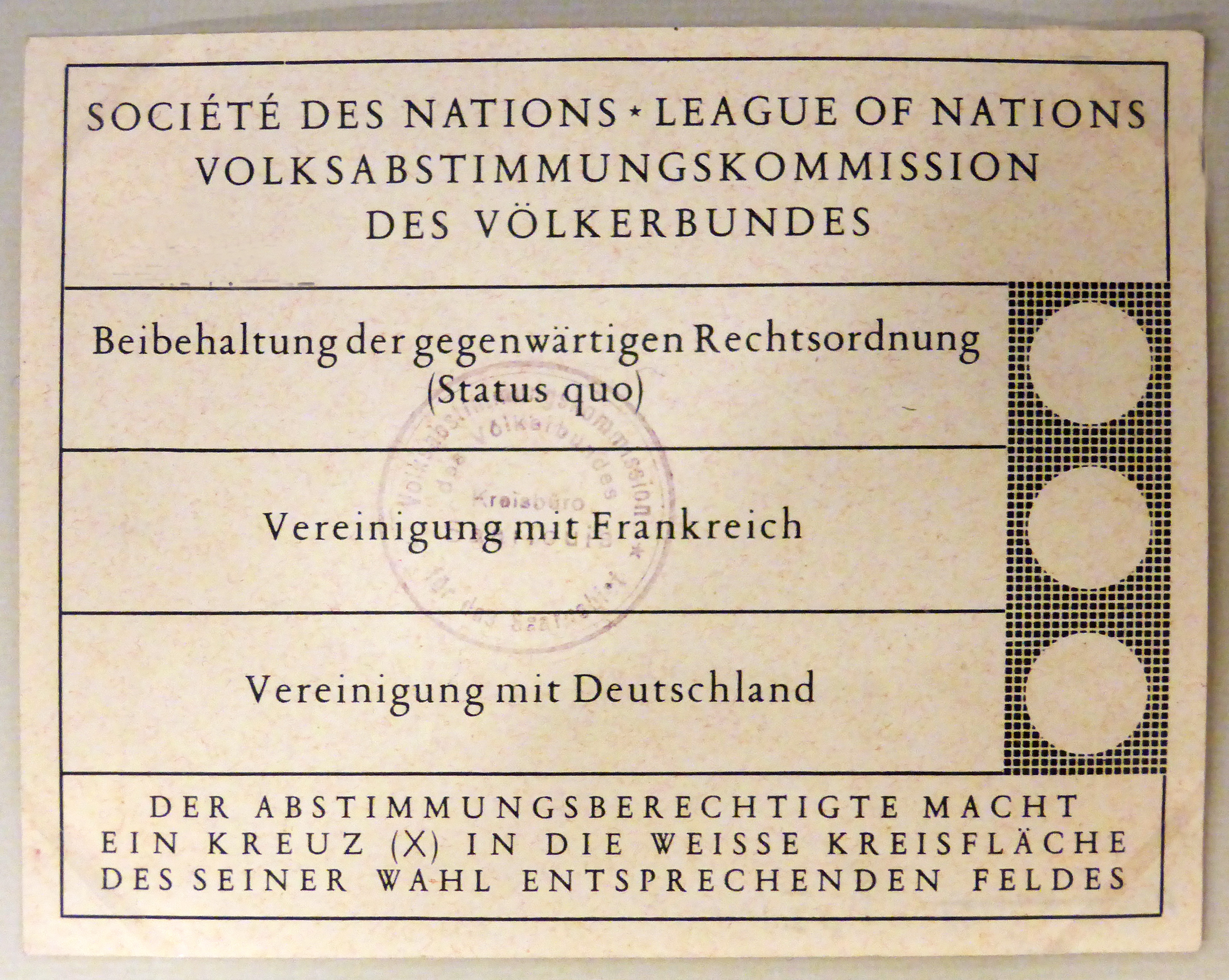
Stembiljet (1935)
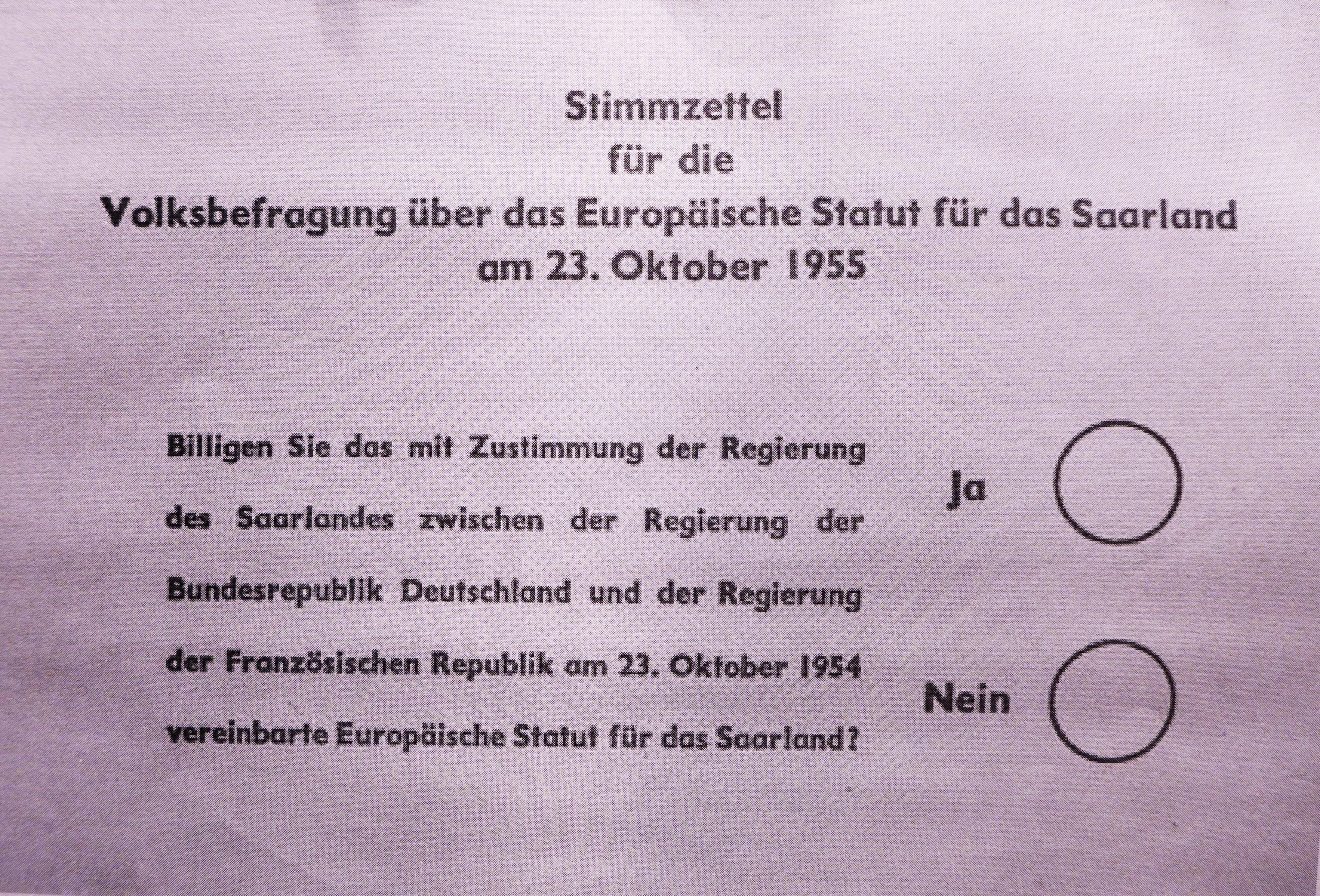
Stembiljet (1955)

## Demografie
| Jaar    | Inwoners |
| ------- | -------- |
| 1802/03 | 116.819  |
| 1818/19 | 151.119  |
| 1830/32 | 197.854  |
| 1840/41 | 222.415  |
| 1843    | 226.162  |
| 1855    | 250.533  |
| 1861    | 278.647  |
| 1864    | 293.689  |
| 1867    | 310.073  |

| Jaar | Inwoners |
| ---- | -------- |
| 1871 | 326.791  |
| 1875 | 353.010  |
| 1880 | 377.762  |
| 1885 | 402.673  |
| 1890 | 439.625  |
| 1895 | 492.455  |
| 1900 | 555.496  |
| 1905 | 633.328  |
| 1910 | 700.174  |

| Jaar | Inwoners |
| ---- | -------- |
| 1924 | 751.300  |
| 1925 | 759.400  |
| 1930 | 794.500  |
| 1935 | 814.576  |
| 1938 | 823.978  |
| 1940 | 812.753  |
| 1945 | 745.612  |
| 1946 | 857.630  |
| 1950 | 948.716  |

| Jaar | Inwoners  |
| ---- | --------- |
| 1955 | 0.996.238 |
| 1960 | 1.060.493 |
| 1965 | 1.127.354 |
| 1966 | 1.132.127 |
| 1970 | 1.121.300 |
| 1975 | 1.096.333 |
| 1980 | 1.066.299 |
| 1985 | 1.045.936 |
| 1990 | 1.072.963 |

| Jaar | Inwoners  |
| ---- | --------- |
| 1995 | 1.084.370 |
| 2000 | 1.068.703 |
| 2004 | 1.056.417 |
| 2005 | 1.050.293 |
| 2006 | 1.043.167 |
| 2007 | 1.036.598 |
| 2008 | 1.030.328 |
| 2009 | 1.022.585 |
| 2010 | 1.017.567 |

| Jaar | Inwoners |
| ---- | -------- |
| 2011 | 997.855  |
| 2012 | 994.287  |
| 2013 | 990.718  |
| 2014 | 989.035  |
| 2015 | 995.597  |
| 2016 | 996.651  |
| 2017 | 994.187  |
| 2018 | 990.509  |
| 2019 | 986.887  |

## Geografie
Saarland ligt in het zuidwesten van Duitsland en wordt begrensd door Frankrijk in het zuiden en westen, het Groothertogdom Luxemburg in het uiterste noordwesten en Rijnland-Palts in het noorden en oosten.
Saarland is genoemd naar de Saar, een rivier die van het zuiden naar het noordwesten door de deelstaat stroomt. De grens met Luxemburg wordt gemarkeerd door de Moezel.

## Bestuurlijke indeling
Saarland is onderverdeeld in zes Landkreise:
1. Merzig-Wadern
2. Neunkirchen
3. Regionalverband Saarbrücken
4. Saarlouis
5. Saarpfalz-Kreis
6. St. Wendel

## Politiek
De wetgevende macht van de deelstaat Saarland ligt in handen van de Landdag, die 51 leden telt. Het parlement is gehuisvest in het Landtagsgebäude in Saarbrücken.
Bijzonder is dat Saarland de eerste Duitse deelstaat ooit was waar een Jamaica-coalitie tot stand werd gebracht. In 2009 kwamen hierbij het christendemocratische CDU, de liberale FDP en Die Grünen in het deelstaatbestuur terecht. In 2012 werd de FDP afgestraft voor coalitiedeelname en keerde niet meer in het parlement terug.
De CDU was sinds 1999 de grootste partij in Saarland. De grote coalitie tussen CDU en SPD, die na de verkiezingen van 2012 was aangetreden, werd voortgezet. CDU-leider en minister-president Annegret Kramp-Karrenbauer trad in 2018 tussentijds af en werd opgevolgd door Tobias Hans. In 2022 werd de SPD voor het eerst deze eeuw de grootste partij en wel met een absolute meerderheid qua zetels. De Groenen misten ruim twintig stemmen voor deelname aan de Landdag; met 4,99 procent van de stemmen behaalden zij de kiesdrempel van vijf procent net niet.
De SPD koos ervoor om een regering te vormen zonder coalitiepartners, waardoor de sociaaldemocraten alleen regeren in Saarland.